# Tràng An
Il Tràng An è un'area di pregio paesaggistico situata presso Ninh Bình, in Vietnam. Situata sulla sponda meridionale del delta del fiume Rosso, è caratterizzata da formazioni carsiche e vallate con pendii scoscesi. Sono presenti tracce di insediamenti umani risalenti fino a quasi 30 000 anni fa.
Il 23 giugno 2014 l'area è stata dichiarata Patrimonio dell'umanità dall'UNESCO. Sono inclusi nell'area protetta Hoa Lu, Tam Cốc-Bích Động e il tempio di Bai Dinh.